# NSO 그룹
NSO Group Technologies (NSO는 창립자 이름 Niv, Shalev와 Omri 의 약자)는 스마트폰에 대한 원격 제로클릭 감시가 가능한 스파이웨어 페가수스로 일반인들에게 알려진 이스라엘 사이버 인텔리전스 회사이다. 2017년 기준 직원 수는 약 500명이다.
NSO는 정부에 테러와 범죄에 맞서는 데 도움이 되는 스파이웨어와 같은 기술을 제공하며, 정부를 대상으로만 거래한다고 주장한다. 앞에서 제시한 페가수스와 같은 스파이웨어는 이스라엘 법으로 무기로 분류되며, 이를 수출하기 위해서는 정부의 승인이 필요하다.
각종 보고서의 내용에 따르면 NSO 그룹에서 제작한 스파이웨어는 다양한 국가의 인권 활동가와 언론인을 대상으로 사용되었으며 파키스탄에 대한 첩보 활동에 이용되었고 이스라엘 경찰이 영장 없이 이스라엘 시민을 국내에서 감시하는데 사용되었으며 사우디아라비아 정부 요원이 사우디 반체제 인사 자말 카쇼기를 살해하는 데 활용되었다.
2019년 메신저 회사 WhatsApp과 모회사 Meta Platforms(당시 Facebook)는 미국 컴퓨터 사기 및 남용 방지법에 의해 NSO를 고소하였다. 2021년 애플은 미국에서 NSO를 상대로 소송을 제기했고 미국 정부는 NSO 그룹을 미국 국가 안보 및 외교 정책 이익에 반하는 행위를 했다는 혐의로 수출 통제 대상 목록에 포함시켜 미국 기업이 NSO를 지원하는 것을 금지했다.

## 기업 정보

### 개요
NSO 그룹은 Q Cyber Technologies 그룹의 자회사이다. Q Cyber Technologies는 NSO 그룹이 이스라엘에서 사용하는 이름이고, 룩셈부르크에서는 OSY Technologies라는 이름으로 불리며, 북미에는 Westbridge로 불리던 자회사가 존재한다. NSO 그룹은 전 세계의 다양한 회사를 통해 운영되어 왔다.

#### 창립
NSO 그룹은 2010년 Niv Karmi, Omri Lavie, Shalev Hulio에 의해 설립되었다. Hulio와 Lavie는 2000년대 중반에 기술 스타트업 분야에 뛰어든 학교 동창이었다. 이 둘은 CommuniTake라는 회사를 설립했는데, 이 회사는 휴대폰 기술 지원 담당자가 고객의 기기에 접근할 수 있는 툴을 제공했다(단 고객이 접근을 허가한 경우에 한정됨). 그러나 유럽 정보 기관이 이 툴에 관심을 보이자, 두 사람은 사용자 승인 없이 휴대전화에 접근할 수 있는 도구를 개발하고 이를 정보 기관에 판매할 수 있다는 것을 깨달았다. 이스라엘 군사 정보부와 모사드에서 근무한 경험이 있는 Karmi는 해당 툴을 판매하기 위해 NSO에 합류하였다. NSO의 스파이웨어 페가수스의 초판은 2011년에 완성되었다.

#### 운영
NSO 그룹은 전 세계적으로 700명 이상의 직원을 고용하게 되었다. NSO 연구팀의 거의 대부분은 이스라엘 군사 정보부 출신으로 구성되어 있으며, 그들 대부분은 이스라엘 군사 정보국 에서 복무했고, 이들 중 다수는 8200부대에서 복무한 경험을 가진다. NSO 그룹의 주요 직원중 다수는 군 정보 기관의 첨단 사이버무기 훈련 프로그램을 수료한 사람들이다. NSO는 자신들이 악용하는 일부 보안 취약점이 발견되어 막히게 되는 상황에서도 지속적인 서비스를 국가 기관들에게 보장하기 위해 대상 장치에서 제로 데이 공격 포인트들을 찾아내려고 노력하고 있으며, 헤르츨리야 본사에 있는 연구소에는 대상 기기들의 새로운 보안취약점에 대해 연구하기 위해 휴대폰들을 모아놓은 공간이 있다.

#### 이스라엘 정부와의 관계
페가수스 스파이웨어는 이스라엘에서 군사 수출품으로 분류되어 정부에서 판매를 통제하고 있다. 뉴욕 타임스에 따르면, "이스라엘 정부는 오랫동안 페가수스를 외교 정책의 중요한 도구로 여겨"왔고 "NSO를 사실상 국가의 한 부서로 취급하여 이스라엘 정부가 보다 강력한 안보 및 외교 관계를 가지고자 희망하는 수많은 국가에 페가수스에 대한 라이선스를 부여"하였다. 이스라엘은 NSO 제품 판매를 외교적 협상 카드로 사용하여 외교적 이익을 증진하는 동시에 판매 또는 사용을 제한하여 특정 국가와 좋은 관계를 유지하였다. 이스라엘은 인권 상황이 불량한 국가에 NSO의 판매를 승인한 것에 대해 비판을 받았다. 미국 정보 당국의 관계자들은 이스라엘 정부가 페가수스가 수집한 데이터에 백도어 권한을 가지고 있을 가능성이 있다고 주장한다. NSO는 "이스라엘의 외교 카드" 라는 사실을 부인하고 스파이웨어 도구에 백도어가 존재한다는 사실도 부인한다.
스노든의 폭로 이후 미국을 화나게 할까 봐 경계하던 이스라엘은 NSO에 페가수스가 미국 전화번호를 공격하지 못하도록 막으라고 요구했다. 이스라엘은 페가수스를 이용해 해당 지역에서 자국의 이익을 증진시켰으며, 페가수스는 아브라함 협정 협상에 중요한 역할을 했다. 뉴욕 타임즈의 조사에서는 페가수스가 특정 정부에 판매된 것이 해당 정부가 이스라엘을 더욱 지원하게 된 것을 뒷받힘하는 몇 가지 사례를 강조했다. 이스라엘은 이란에 대한 연합 전선을 구축하기 위한 외교적 노력에서 페가수스 판매를 활용했으며, 이로써 아제르바이잔, 모로코, 아랍에미리트, 사우디아라비아에 대한 스파이웨어 판매가 승인되었다.

### 회사 연혁
회사의 창업 자금은 벤처 캐피털 펀드 Genesis Partners 의 파트너인 Eddy Shalev가 이끄는 투자자 그룹으로부터 나왔으며, 이 그룹은 총 180만 달러를 투자해 30% 지분을 확보했다.
2013년 NSO의 연간 수익은 약 4천만 달러였다.
2014년 미국 사모펀드 회사인 프란시스코 파트너스가 NSO 그룹을 1억 3천만 달러에 인수하였다.
2014년에 감시 회사 Circles(전화 지리위치 추적 툴 생산자)가 Francisco Partners에 1억 3천만 달러에 인수되어 NSO의 계열사가 되었다.
2015년에 Francisco가 최대 10억 달러에 회사를 매각하려 시도했다.
2015년 연간 수익은 약 1억 5천만 달러였다.
2017년 6월, Francisco Partners에 의해 10억 달러 이상의 가격에 매각되었다(Francisco가 2014년에 인수하기 위해 원래 지불한 금액의 10배에 달한다). 매각 당시 NSO의 직원 수는 약 500명이었다(2014년에는 약 50명 증가).
2019년 2월 14일, Francisco Partners는 논란이 많은 기업에 대한 투자를 전문으로 하는 유럽 사모펀드 Novalpina Capital의 매수 지원을 받은 공동 창립자 Shalev Hulio와 Omri Lavie에게 NSO 지분의 대부분(60%)을 다시 매각했다. Hulio와 Lavie는 1억 달러를 투자했고 Novalpina는 나머지 지분 대부분을 인수하여 회사 가치를 약 10억 달러로 평가했다. 인수 다음 날 Novalpina는 Citizen Lab이 제기한 우려 사항에 대해 편지를 보내 NSO가 충분한 성실성과 신중함을 가지고 운영되고 있다고 믿는다는 의사를 밝히려고 시도했다.
2021년 7월, Novalpina Capital의 투자자들은 Novalpina Capital의 공동 창립자들 간의 해결되지 않은 개인적 분쟁 이후 Novalpina Capital의 자산(NSO 포함)에 대한 통제권을 박탈했다. 캘리포니아에 본사를 둔 컨설팅 회사인 Berkeley Research Group(BRG)은 이후 자산(NSO 포함)에 대한 통제권을 넘겨받았다.
BRG가 인수할 당시 NSO 그룹은 심각한 재정적 곤경에 처해 있었다. 몇 달 동안 새로운 매각이 없었고 부채 상환과 2021년 11월 급여 지급을 놓칠 위기에 처해 있었다. NSO CEO인 샬레브 훌리오는 BRG에 회사가 이전에는 받아들일 수 없다고 여겨졌던 고위험 고객에게 제품 판매를 시작하여 재정적 지위를 개선해야 한다고 제안했으며, 부채 지불을 놓치는 것 역시 위험하다는 반대의견에 농담으로 답했다. BRG는 고위험 고객에게 판매하는 것이 NSO의 사업 운영을 유지하는 유일한 현실적인 방법이라는 것을 인정했음에도 불구하고 이 제안에 단호히 반대했다. 훌리오는 이스라엘의 서방 동맹국(미국 법 집행 기관 포함, 가장 수익성이 높은 잠재 시장)에 대한 판매를 늘리자고 제안했지만, 2021년 11월 미국이 NSO를 블랙리스트에 올리면서 이 회사가 미국 시장에 진출할 가능성은 사라졌다(이후 훌리오는 미국 제재를 우회하기 위해 회사를 분할하는 계획을 세웠다). Financial Times에 따르면 NSO는 비슷한 기술을 제공하는 이스라엘 기업의 급증(일부는 전 NSO 직원이 설립)으로 인해 이전에 NSO를 사랑했던 이스라엘 정부에 의해 버려진 것으로 보인다. 법원에 제출된 증거물에서 BRG는 NSO를 사모펀드 후원자들에게 "가치가 없다"고 설명했다. 2021년 12월, NSO 채권자 그룹은 NSO의 다수 주주에게 보낸 편지에서 NSO를 지불 불능 상태로 설명하였다.
축출된 공동 창립자 중 두 명은 룩셈부르크에서 소송을 제기하여 Novalpina Capital의 자산에 대한 통제권을 되찾으려고 시도했으며 영국 법원은 2022년 4월에 이 사건이 재판에 진행되도록 허가하였다. 2022년 4월 편지에서 BRG는 NSO 제품 남용을 조사하는 EU 위원회에 NSO 경영진이 미국 내 회사 블랙리스트 문제를 포함하여 회사 운영에 대한 정보를 제공하는 데 적극적이지 않다고 전했다.
2021년 11월 미국 상무부가 NSO를 블랙리스트에 올려 미국 내 해당 회사의 수출을 금지한 후, 이스라엘 정부가 어려움에 처한 NSO의 파산을 막기 위한 방안을 모색하는 가운데, 미국 상무부는 NSO에 스파이웨어 제품의 작동 방식에 대한 질문 목록을 보냈다. 2022년, 스파이웨어 기술 분야에서 경험을 쌓은 미국 군 계약업체인 L3Harris Technologies는 NSO 인수 가능성에 대한 논의를 진행하였다. L3Harris는 회사 직원 인수에 대한 논의와 함께 NSO의 기술과 코드를 인수하려고 했다. L3Harris 임원진은 대중에게 공개되지 않은 회담을 진행하기 위해 이스라엘로 떠났다. L3Harris는 NSO 상대방에게 Pegasus 소스 코드와 NSO가 발견한 제로데이 취약점 캐시를 파이브 아이즈의 다른 정보 기관에 전달하는 조건으로 인수를 추진하는 데 있어 미국 정부와 미국 정보 기관의 축복과 지원을 받았다고 말한 것으로 알려졌다. 보도에 따르면 이스라엘 당국은 후자의 요구는 충족시키고 전자의 요구는 꺼리는 것으로 알려졌으며, 궁극적으로 NSO 제품의 수출 허가 발급에 대한 통제권은 이스라엘이 유지해야 한다고 주장했다. 이스라엘 당국은 L3Harris 직원이 NSO 이스라엘 본사의 개발팀에 합류하는 것을 허용하는 것에도 반대했다. 이 회담은 2022년 6월 언론을 통해 대중에 공개되었고, 이로 인해 관련 당사자들이 난리를 쳤으며, 백악관 관리들은 공개적으로 협상을 가혹한 조건으로 비난했고, 정부 계약에 크게 의존하는 L3Harris는 미국 정부에 인수 시도를 포기했다고 통보한 것으로 알려졌다. 언론을 통해 이전 협상 내용이 공개된 후 몇 주 동안 협상을 재개하려는 시도가 있었다고 한다. 미국 기업에 의한 인수는 미국이 NSO에 대해 블랙리스트에 올린 내용을 해제할 수 있었고 이로 인해 NSO가 미국 기업으로부터 수출을 받는 것이 금지되어 NSO의 운영이 방해를 받을 수 있었다. 가디언지에서 자문한 전문가들은 NSO 그룹이 블랙리스트에 올랐기 때문에 미국 정부가 인수를 허가하기 전에 새로운 법인을 설립해야 할 가능성이 높다고 말했다. 백악관 고위 관계자는 비밀 인수 협상을 공개한 기사에 익명으로 의견을 보내 백악관이 이 거래에 어떤 식으로도 관여하지 않았다고 밝혔으며, 미국 정부는 "외국 기업들이 미국의 수출 통제 조치나 제재를 회피하려는 시도에 반대한다"고 덧붙였다.
2022년 8월, Hulio는 CEO 자리에서 물러났으며 회사의 COO인 Yaron Shohat이 정식 대체자가 지명될 때까지 임시로 그 역할을 맡았다. 훌리오가 CEO 자리에서 물러난 것은 회사가 NATO 회원국의 고객 확보에 집중하기 위해 구조조정을 진행하는 가운데 이루어진 조치이다. 재편에는 또한 NSO의 인력 감축이 수반되었으며 총 750명의 직원 중 100명이 해고되었다.